# Virmaše
Virmaše v starejši obliki Virmaže (nemško Ermern) so naselje v Občini Škofja Loka. Leži na Gorenjskem in spada v Gorenjsko statistično regijo. Naselje se na severu stika s Svetim Duhom, na jugu pa s Škofjo Loko.

## Etimologija
Naselje je v pisnih virih prvič izpričano leta 1286 kot Erenbrehen (in kot Erinrich leta 1291, Ernnechen in Ermbrechen pred letom 1392, Ernwrehen leta 1395, Emerhern leta 1421 in Ermerhern leta 1428). Slovensko ime je zlita predložna zveza, ki je nastala iz »v Ermaše«. Začetnica 'ver-' se je spremenila v 'vir-' kot običajna glasovna sprememba v gorenjskem dialektu. Koren slovenskega imena je množinski tožilnik demonima Erm(r)ašane, ki je izpeljan iz toponima Ermrah. Ta je bila v slovenščino prevzeta iz srednjevisokonemškega 'Eren-rîch', sestavljenke, ki je prvotno pomenila 'bogat v časti'.

## Pomembni ljudje
- Gašper Porenta (1870–1930), slovenski slikar[4]
- France Mihelič (1907–1998), slovenski pesnik[4]
- Stane Mihelič (1906–2005), slovenski slavist, pedagog in čebelar[4][5]
- Viktor Volčjak (1913–1987), slovenski zdravnik[4]